# مرينال سين
مرينال سين (بالبنغالية: মৃণাল সেন) (14 مايو 1923 - 30 ديسمبر 2018) كان مخرج أفلام هندي وعضوًا معينًا في البرلمان الهندي. 

## مسيرته المهنية
أخرج سين الأفلام باللغتين البنغالية والهندية. إلى جانب معاصريه ريتويك غاتاك وتابان سينها وساتياجيت راي، كان رائدًا في سينما الموجة الجديدة في الهند. حصل على العديد من الجوائز، بما في ذلك 18 جائزة السينما الوطنية للأفلام. ومنحته الحكومة الفرنسية وسام الفنون والآداب، بينما منحته الحكومة الروسية وسام الصداقة. حصل سين أيضًا على جائزة جائزة داداساهيب فالك. كان المخرج الهندي الوحيد إلى جانب ساتياجيت راي الذي تم تكريم أفلامه في المهرجانات السينمائية الثلاثة الكبرى وهي مهرجان كان السينمائي ومهرجان البندقية السينمائي ومهرجان برلين السينمائي.   
تأثر مرينال سين بالعديد من التيارات والتوجهات الفكرية والفنية والسينمائية من بينها الوجودية والسوريالية والواقعية الجديدة الإيطالية والموجة الجديدة الفرنسية، لكنه ظل مخلصا لأفكاره اليسارية التي جعلته يتناول قضايا الطبقات المسحوقة في أفلامه بشكل فني حاول أن يطوره باستمرار وأن يتجاوز نفسه من خلاله، إذ ورغم كونه صحبة ساتياجيت راي وريتويك غاتاك المؤسسين للسينما البديلة والموازية في الهند، إلا أنه أيضا تزعم في أواخر الستينات تيار السينما الجديدة أو الموجة الجديدة في السينما الهندية التي ستعرف ظهور مخرجين شباب دارسين للسينما سيأتون بنظرة مختلفة للعمل السينمائي حتى داخل السينما التجارية التقليدية.

## الوفاة
كان سين يعاني من أمراض مرتبطة بالتقدم في العمر لسنوات عديدة. توفي في 30 ديسمبر 2018 عن عمر يناهز 95 عامًا في منزله في بهاوانيبور، كولكاتا.   كان سبب الوفاة نوبة قلبية. 